# Capillaire zone

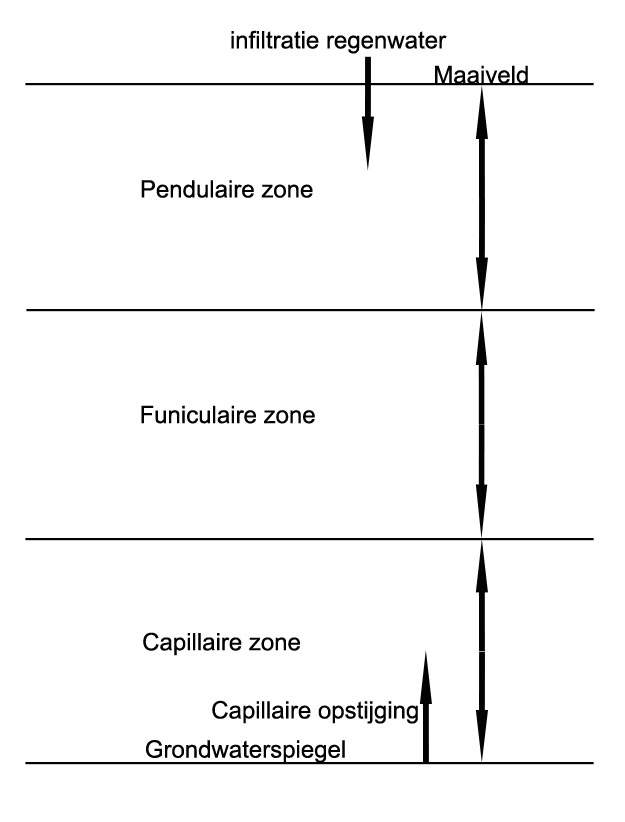
verschillende bodemzones boven het grondwater

De capillaire zone is dat deel van de bodem dat door de capillaire werking nog in verbinding staat met het grondwater. 
De zone boven de capillaire zone, waar zowel capillair grondwater als lucht aanwezig is, noemt men de funiculaire zone.
Deze capillaire zone is te bepalen door het bodemvochtgehalte te bepalen. Aan de hand van het verloop van het bodemvochtgehalte in de lagen boven het grondwater, kan men bepalen waar zich de capillaire zone bevindt en waar de funiculaire zone begint. De capillaire zone is bij grof zand enkele centimeters. Dit stijgt naarmate het materiaal kleiner wordt. Bij klei kan de capillaire zone meerdere meters zijn (maar nooit meer dan circa 10 meter, zie luchtdruk).